# Luca di Demenna
Luca di Demenna, o d'Armento (Demenna, inizio X secolo – Armento, 13 ottobre 984), è stato un abate italiano, fondatore di diversi monasteri in Calabria settentrionale e Lucania. È venerato come santo dalla Chiesa cattolica.

## Fonti

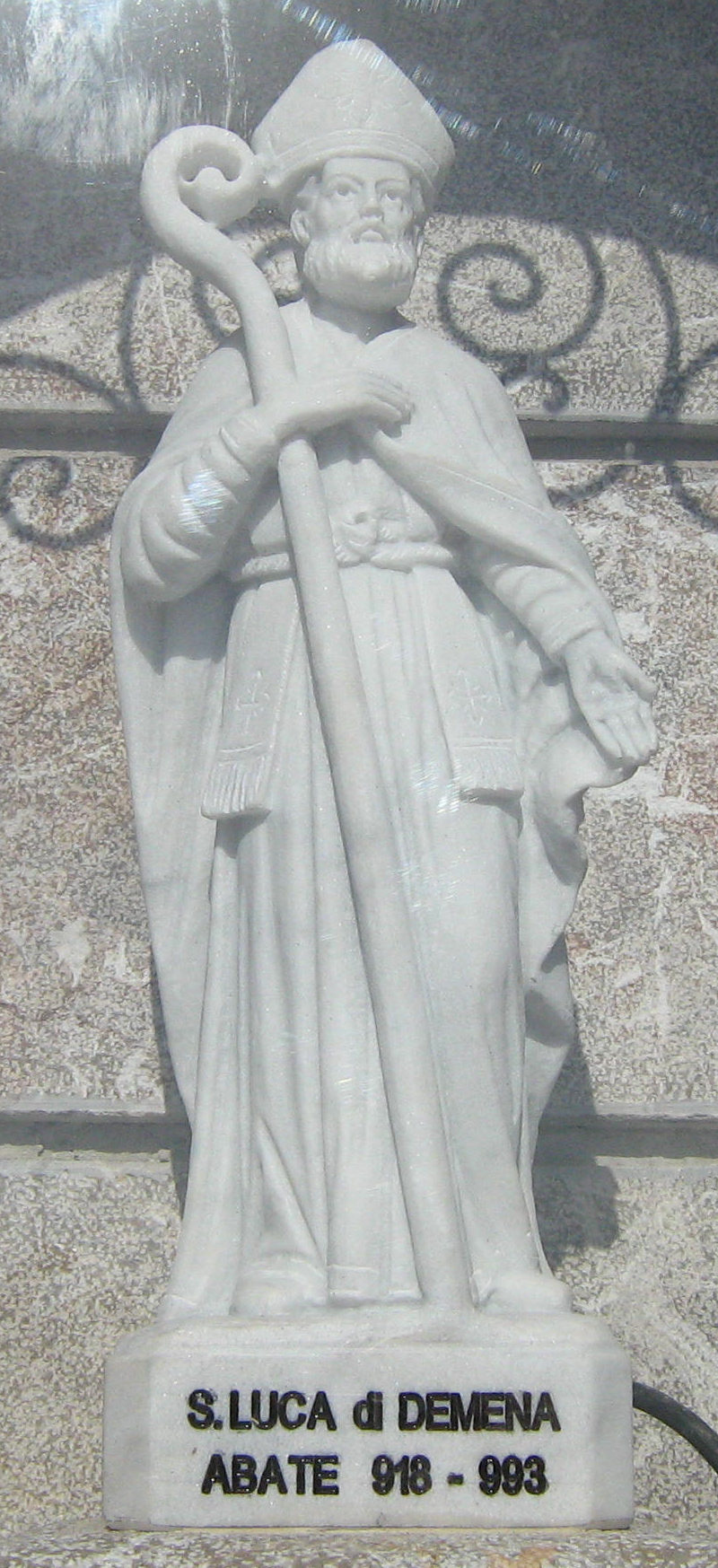
Statua di san Luca di Demenna in un capitello votivo ad Alcara Li Fusi

Le prime informazioni su di lui provengono da una Vita edita negli Acta Sanctorum Octobris, nella cui traduzione latina sono però presenti elementi assenti dall'originale greco. Nel 1600 Paolo Emilio Santoro, autore del Chronicon Carbonense, identificò Luca d'Armento con un altro santo omonimo e contemporaneo, Luca di Carbone, traendo in inganno svariati storiografi successivi e creando una confusione che si è trascinata per i secoli successivi e che è riportata anche nella Bibliotheca Sanctorum.

## Biografia
Nasce agli inizi del X secolo, secondo alcune fonti nel 918. Originario di una famiglia nobile, contrariamente al volere dei genitori Giovanni e Tedibia che lo vogliono sposato entra nel convento di san Filippo di Agira; si sposta poi nei pressi di Reggio Calabria, vivendo per un certo periodo con sant'Elia Speleota. Qui profetizza un'invasione saracena dell'Aspromonte e per evitarla si sposta a nord, nell'eparchia del Mercurion, sul confine con la Lucania, a Noa (l'odierna Noepoli), dove restaura una vecchia chiesa dedicata a san Pietro e vi si stabilisce con i suoi seguaci. 
Dopo sette anni di permanenza a Noa si sposta ancora lungo il corso dell'Agri, restaurando il monastero di san Giuliano che negli anni seguenti prospera e s'ingrandisce; ciò attira le ire di un signorotto locale, tal Landolfo (a volte improbabilmente identificato con Landolfo IV di Capua), che tenta senza successo di mandarlo in rovina. Quando Ottone I attacca la regione, Luca e i suoi discepoli si trasferiscono ad Armento, dove fondano un monastero fortificato; durante una nuova invasione saracena (guidata probabilmente da Abu l-Qasim Ali), quando il nemico giunge alle porte del monastero, Luca guida i suoi monaci a cavallo contro di loro in una vera e propria battaglia, non esente da spargimento di sangue, un dettaglio inedito nelle Vitae del tempo (dove generalmente i santi e i monaci fuggono di fronte agli invasori, li convertono pacificamente o li sconfiggono miracolosamente senza ricorrere alla violenza).
In seguito viene raggiunto da sua sorella Caterina, rimasta vedova, e dai suoi due figli, i quali prendono tutti i voti; Luca fa stabilire sua sorella e altre monache in un convento dedicato alla Madonna, che era stato saccheggiato dai saraceni nell'ultima invasione. Viene afflitto per tre anni da una malattia che lo fa zoppicare, quindi gli viene annunciata la morte imminente da un angelo e si spegne nel monastero di Armento nel 984, assistito e poi sepolto da san Saba di Collesano.